# ヴァルター・リッツ

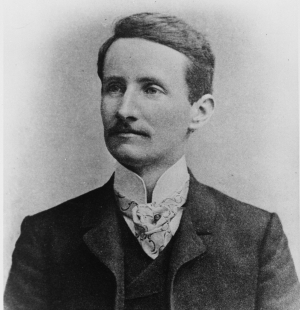
ヴァルター・リッツ

ヴァルター・リッツ（Walter Ritz あるいは Walther Ritz とも、1878年2月22日 - 1909年7月7日）はスイス生まれの理論物理学者である。
スイスのシオンに生まれた。父親は風景画家のラファエル・リッツ (Rafael Ritz) である。1897年にチューリッヒ工科大学に入学した。入学後工学から数学に転部した。アインシュタインと一緒に学んだ。1901年にゲッティンゲン大学に移り、数学、物理学を学んだ。1909年に31歳で夭折した。
リッツの業績には応用力学の分野ではリッツ法（またはレイリー・リッツ法）と呼ばれる補間法の開発があり、有限要素法に必要な技術の一つとなった。光学の分野では1908年に、リッツの結合則と呼ばれるスペクトル線の周波数が異なるスペクトル線の周波数の和や差からもとめられるという経験則を発見し、後にバルマー系列の発見につながることになった。